# Frankrigs ambassade i København
Den Franske Ambassade i København er Frankrigs vigtigste diplomatiske mission til Kongeriget Danmark. Det er beliggende i Thotts Palæet på Kongens Nytorv 4 i det centrale København, Danmark. Ambassadøren har været Christophe Parisot siden 2022.

## Thotts Palæ
Bygningen, der nu huser den franske ambassade, blev bygget til den danske flådehelt Niels Juel fra 1683 til 1686 som den anden bygning på Kongens Nytorv, inspireret af de kongelige pladser i Paris, blev anlagt af Christian V af Danmark i årene efter hans kroning i 1670. Med sin sejr i Slaget ved Køge Bugt havde Niels Juel vundet berømmelse og rigdom. Hans nye palæ blev designet af Lambert van Haven som en L-formet bygning i hollandsk barokstil.
Efter Niels Juels død i 1697 sørgede Christian V af Danmark, for at hans officielle elskerinde og mor til fem af hans børn, Sophie Amalie Moth, overtog hans palæ. Hun gav den straks videre til ham og kongens ældste søn, Christian Gyldenløve, som omkring 1700 udvidede bygningen med en tredje fløj.
I 1769 blev paladset erhvervet af Otto Thott, moderniserede facaden efter Nicolas-Henri Jardins design i 1763-64. Ejendommen forblev i familien Thotts eje indtil 1930, hvor den blev købt af den franske stat og omdannet til den franske ambassade i Danmark.

## Kulturelle aktiviteter
Ambassaden bruges i dag også som mødested for et væld af aktiviteter, herunder konferencer, foredrag, vinsmagninger og guidede ture.